# 風の旋律 (Zweiの曲)
「風の旋律」（かぜのせんりつ）は、Zweiの9枚目のシングル。2011年6月22日に5pb.Recordsから発売された。

## 内容
- 本作の表題曲は、PSP版ゲームソフト『メモリーズオフ ゆびきりの記憶』オープニング主題歌。
- 『Memories Off ゆびきりの記憶』発売に伴い、発売日の前後に期間限定として復活したラジオ番組「またまた井ノ上奈々のメモオフラジオ」のオープニングとして先行披露されており、9か月ぶり2度目の出演をした。ちなみに出演日の5月25日は、Meguの誕生日の後日だったこともあり、番組で1日遅れの誕生祝をした。
- 4thシングルから前作まで大島こうすけが携わっていたが、今作はノータッチとなる初のシングルとなった。

## 収録曲
1. 風の旋律 [4:33]
作詞：漆野淳哉、作曲：鳥海剛史、編曲：南利一
Ayumu曰く「恋心の闇を歌った力強いメッセージ性が込められた、ポップな感じのメロディアスな楽曲」[1]。
Megu曰く「ベースは、「聴いてくれる人を優しく暖かく包み込む」ように演奏しているという[1]。
2. ソラノシズク [4:18]
作詞：夏蓮、作曲：田中俊亮、編曲：悠木真一
混沌とした現代で生活する人々へのメッセージソングで、歌詞についても人間社会や人間関係を描いた内容となっている[2]。
3. 風の旋律 （off vocal）
4. ソラノシズク （off vocal）